# SYK
SYK — нерецепторная тирозинкиназа, которая у человека кодируется геном SYK. SYK участвует в передаче сигнала от нескольких мембранных рецепторов, включая B-клеточный и пре-B-клеточный рецепторы. Эта тирозинкиназа регулирует иммунный ответ, адгезию клеток и формирование кровеносных сосудов.

## Участие в передаче сигнала
При активации B-клеточного рецептора происходит фосфорилирование особых остатков тирозина в мотивах ITAM в цитоплазматических участках вспомогательных белков CD79A и CD79B. Благодаря SH2-доменам, которые способны связываться с остатками фосфотирозина в ITAM-мотивах, тирозинкиназа SYK присоединяется к сигнальному комплексу. Одной из мишеней SYK является белок BLNK, который после фосфорилирования привлекает в сигнальный комплекс тирозинкиназу Брутона и фосфолипазу Cγ, что ведёт к активации этих белков и высвобождению внутриклеточных ионов кальция из мест их хранения